# Cornelia Irmer
Cornelia Irmer (* 3. Juli 1950 in Thüngen) ist eine deutsche parteilose Kommunalpolitikerin. Von 2004 bis 2014 war sie 1. Bürgermeisterin der Stadt Geretsried im Landkreis Bad Tölz-Wolfratshausen.
Seit ihrer Ausbildung zur Industriekauffrau lebt Frau Irmer in Geretsried. Bei den Kommunalwahlen im Jahr 2004 wurde sie zur Bürgermeisterin gewählt. Bei den Kommunalwahlen am 2. März 2008 wurde sie mit über 93 Prozent der gültigen Stimmen bestätigt. Die Wahl fand ohne Gegenkandidaten statt. 2014 trat sie nicht mehr zur Wahl an.
2018 wurde Cornelia Irmer Vorsitzende des Geretsrieders Ortsverbandes des VdK. Von Januar bis April 2019 unternahm sie mit ihrem Mann, dem Diakon im Ruhestand Klemens Irmer, eine Weltreise mit der Kreuzfahrtschiff Columbus.